# سرای کیسی
سرای کِـیسی (انگلیسی: Casey House) یک مرکز تخصصی مراقبت‌های درمانی اچ‌آی‌وی/ایدز در تورنتو کاناداست که در عین حال، مراقبت در منزل و برنامه‌های اطلاع‌رسانی و آموزشی برای جامعه هم در این زمینه ارائه می‌کند. این مرکز در هسته شهر تورنتو و در تقاطع خیابان جارویس و خیابان ایزابلا واقع شده‌است. هنگامی که این مرکز در سال ۱۹۸۸ میلادی به همت عده‌ای داوطلب سخت‌کوش و یک روزنامه‌نگار و فعال مدنی مشهور تأسیس شد، یک مرکز تخصصی منحصربه‌فرد در کانادا محسوب می‌گردید. 
این مرکز درمانی، نامش را از «کیسی فرین» می‌گیرد که مادرش جون کال‌وود یکی از داوطلبان و فعالان اصلی برپایی آن بود که با همت و تلاش‌شان، بودجهٔ راه‌اندازی آن تأمین گشت. کیسی در سن ۲۰ سالگی و در حالی که سوار بر موتورسیکلتش به دانشگاه می‌رفت، توسط یک رانندهٔ مست کشته شد که اثری جانگداز بر روی مادرش گذاشت. او و مارگارات مک‌برنی (یکی دیگر از پایه‌گذاران اصلی این مرکز) که پسرش را بر اثر بی‌مبالاتی یک رانندهٔ مست از دست داده بود، از برخوردِ جامعه با افرادی که مبتلا به ایدز بودند و با سختی و رنج می‌میرند، مبهوت بودند و تصمیم گرفتند در این‌باره کاری کنند. این مرکز برای نکوداشت نام کیسی فرین نام‌گذاری شد که در یک حادثه فاجعه‌بار، جوان‌مرگ شد.